# Alexanderband
Alexanderband er en dansk undergrundssatiregruppe, der har indspillet en række studiealbums og optrådt mange steder i Danmark. Gruppens tekster er ofte præget af absurd, bizar og perverteret humor.
Ved siden af musikken producerer gruppen også en hjemmeside, der indeholder mange kortfilm, tekster og andet, der er af samme absurd-komiske natur som sangene. F.eks. diktatorkort, sjove breve til firmaer og offentlige instanser, en speciel udgave af Bibelen og deres første større litterære værk Mands Dagbog. 

## Medlemmer
- Esben Rud Skovgaard - Forsanger. Esben var, frem til sin død i 2015, en af hovedkræfterne i Alexanderband, og skrev mange af teksterne. Han var manden bag de litterære værker, såsom Mands Dagbog og Biblen 2.
- Jesper Stensgaard  - Guitarist og keyboardspiller. Jesper skriver de fleste af Alexanderbands melodier, og har også været lydmand på de fleste indspilninger. Han er kendt for at have skrevet den kontroversielle sang, "Tissefyr".
- Sune Watts - Bassist og guitarist. Sune er PR-manden i Alexanderband. Han står for hjemmesiden, de underlige tegninger, og det som han nok er mest kendt for, Diktatorkortene. Derudover har han også stået for lyden på indspilningerne.
- Kasper Tøstesen - Fast sanger, når Alexanderband optræder live; han er ikke med på udgivelserne på grund af medlemskab i KODA.
- Charlotte "Tulle" Mørch Andersen - Sanger, optræder og synger ofte i de nyere musikvideoer.

## Historie
Alexanderband startede ca. i 1989 i Grindsted, Midtjylland. 
I 1999 udgav gruppen Alexanderband Bånd 7, der indeholdt nummeret "Tissefyr", der handler om pædofili. Gruppen blev politianmeldt da sangen blev spillet i radioen.

## Diskografi
- 1991 – Alexanderband Bånd 1
- 1992 – Alexanderband Bånd 2
- 1994 – Alexanderband Bånd 3
- 1996 – Alexanderband Bånd 4
- 1997 – Alexanderband Bånd 5
- 1998 – Alexanderband Bånd 6
- 1999 – Alexanderband Bånd 7
- 2000 – Alexanderband 8
- 2002 – Alexanderband 9
- 2005 – Alexanderband 10 Thule Tubbies
- 2010 – Alexanderband 11
- 2015 - Alexanderband 12
- Løbende – Du er selv ude om det